# Кіровська сільська рада (Ленінський район)
Кі́ровська сільська́ ра́да — адміністративно-територіальна одиниця та орган місцевого самоврядування в Ленінському районі Автономної Республіки Крим. Адміністративний центр — село Кірове.

## Загальні відомості
- Населення ради: 1 403 особи (станом на 2001 рік)

## Населені пункти
Сільській раді були підпорядковані населені пункти:
- с. Кірове
- с. Вулканівка
- с. Ярке

## Склад ради
Рада складалася з 16 депутатів та голови.
- Голова ради: Бесарабов Анатолій Іванович

### Керівний склад попередніх скликань
| Прізвище, ім'я, по батькові | Основні відомості                                                                     | Дата обрання | Дата звільнення |
| --------------------------- | ------------------------------------------------------------------------------------- | ------------ | --------------- |
| Бесарабов Анатолій Іванович | Сільський голова, 1955 року народження, член Партії регіонів                          | 26.03.2006   | 31.10.2010      |
| Бесарабов Анатолій Іванович | Сільський голова, 1956 року народження, освіта середня загальна, член Партії регіонів | 31.10.2010   |                 |

Примітка: таблиця складена за даними сайту Верховної Ради України

### Депутати
За результатами місцевих виборів 2010 року депутатами ради стали:

#### За суб'єктами висування
| Суб'єкт висування | Кількість обраних депутатів | %  |
| ----------------- | --------------------------- | -- |
| Партія регіонів   | 12                          | 75 |
| Самовисування     | 4                           | 25 |

#### За округами
| № округу        | Прізвище, ім'я, по батькові        | Дата визнання обраним | Освіта             | Партійна приналежність | Відомості про обраного депутата                      |
| --------------- | ---------------------------------- | --------------------- | ------------------ | ---------------------- | ---------------------------------------------------- |
| Партія регіонів |                                    |                       |                    |                        |                                                      |
| 1               | Бесарабова Тетяна Володимирівна    | 01.11.2010            | середня            | член Партії регіонів   | Кіровська сільська рада, інспектор ВУС               |
| 3               | Петросенко Тетяна Олександрівна    | 01.11.2010            | вища               | член Партії регіонів   | ООО «Кримполіграф», директор                         |
| 4               | Ступнікова Людмила Олександрівна   | 01.11.2010            | середня спеціальна | член Партії регіонів   | Кіровська сільська рада, головний бухгалтер          |
| 5               | Шетеля Наталя Володимирівна        | 01.11.2010            | вища               | член Партії регіонів   | Кіровська сільська рада, секретар                    |
| 6               | Ларіонова Тетяна Василівна         | 01.11.2010            | вища               | член Партії регіонів   | Ленінська районна бібліотека, тех.робітник           |
| 8               | Павлова Наталя Михайлівна          | 01.11.2010            | середня            | член Партії регіонів   | тимчасово не працює                                  |
| 9               | Колупаєва Мукмінат Ажахматівна     | 01.11.2010            | вища               | член Партії регіонів   | тимчасово не працює                                  |
| 11              | Ковальова Ірина Миколаївна         | 01.11.2010            | незакінчена вища   | член Партії регіонів   | Кіровська загальноосвітня школа, педагог-організатор |
| 12              | Павлов Анатолій Борисович          | 01.11.2010            | середня            | член Партії регіонів   | тимчасово не працює                                  |
| 13              | Сосунович Андрій Юрійович          | 01.11.2010            | вища               | член Партії регіонів   | Кіровська загальноосвітня школа, вчитель             |
| 14              | Шираєва Лейла Камілівна            | 01.11.2010            | середня спеціальна | член Партії регіонів   | Кіровська загальноосвітня школа, медична сестра      |
| 15              | Аджибієв Суюн Мінатович            | 01.11.2010            | середня            | член Партії регіонів   | тимчасово не працює                                  |
| Самовисування   |                                    |                       |                    |                        |                                                      |
| 2               | Курочкін Віталій Григорович        | 01.11.2010            | вища               | позапартійний          | тимчасово не працює                                  |
| 7               | Магдєєв Айдер Рафікович            | 01.11.2010            | незакінчена вища   | позапартійний          | приватний підприємець                                |
| 10              | Курочкін Андрій Григорович         | 01.11.2010            | середня спеціальна | член Партії регіонів   | тимчасово не працює                                  |
| 16              | Четверіков Олександр Олександрович | 01.11.2010            | середня спеціальна | позапартійний          | Вулканівський сільський клуб, завідувач              |